# Silvia Andrea Santos Luz
Silvia Andrea Santos Luz, surnommée Silvinha, née le 5 mars 1975 à Araçatuba, est une joueuse de basket-ball brésilienne. Elle est la sœur de Helen Luz.

## Club
- Araçatuba
- Ponte Preta/Nossa Caixa
- Data Control/Americana
- Jundiaí
- Piracicaba (SP)
- Campinas
- Fluminense
- Paraná Basquete
- Unimed/Americana
- Ciub Basquet Ibiza
- CB Puig d'en Valls
- Unimed/Ourinhos

## Palmarès

### Sélection nationale
Jeux olympiques d'été
- Médaille de bronze des Jeux olympiques de 2000 à Sydney,  Australie
- Médaille d'argent des Jeux olympiques de 1996 à Atlanta,  États-Unis

Championnat du monde
- 7e du Championnat du monde 2002,  Chine
- 4e du Championnat du monde 1998,  Allemagne

Championnat d'Amérique du Sud
- Médaille d'or du Championnat d'Amérique du Sud en 2001,  Pérou
- Médaille d'or du Championnat d'Amérique du Sud en 1999,  Brésil
- Médaille d'or du Championnat d'Amérique du Sud en 1997,  Chili
- Médaille d'or du Championnat d'Amérique du Sud en 1995,  Brésil
- Médaille d'or du Championnat d'Amérique du Sud en 1993,  Brésil

Autres
- Médaille de bronze aux Jeux panaméricains 2003,  République dominicaine